# Presepe dei Sabbioni

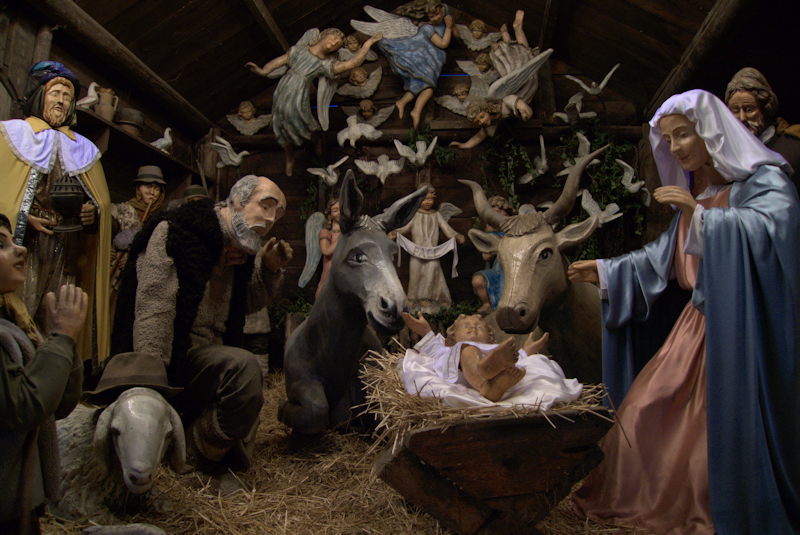
La natività

Il presepe dei Sabbioni  è una manifestazione religiosa e profana che si tiene ogni anno a Crema. Alla morte del suo ideatore, avvenuta nel 2009, è stato dedicato a Giovanni Alghisio.
Il suo nome deriva dal luogo in cui è allestito, nel quartiere dei Sabbioni, presso la via Rossi Martini.
Il presepe dei Sabbioni nasce nel 1989, quando un gruppo di persone, affiliate poi in un'apposita associazione denominata  Amici del Presepe inizia ad allestire questa esposizione disposta su quasi 3.000 m².

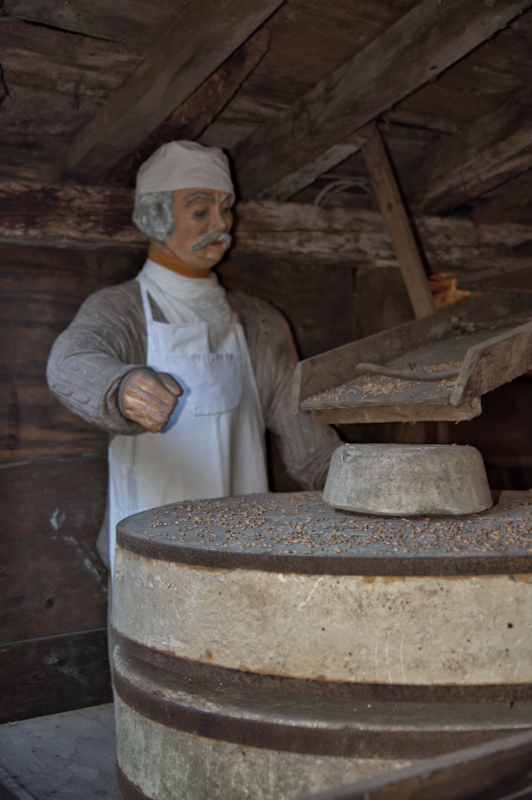
Il mugnaio

L'idea base è la celebrazione religiosa: al centro di tutto sorge la capanna della natività con i personaggi della tradizione a grandezza naturale in legno e gesso.
Attorno alla capanna è stato costruito un villaggio che richiama la tradizione contadina della prima metà del XX secolo: la cascina, la casa contadina, le stalle. Di anno in anno il presepe si allarga con altri luoghi e altri mestieri: il mulino, l'osteria, il falegname, la scuola, il fabbro, il raccoglitore di ferri vecchi, la lavandaia, l'arrotino, il costruttore di campane, la sarta, il convento e molte altre situazioni, ultima delle quali la stazione ferroviaria. In totale vi si trovano oltre cento personaggi.
Il presepe normalmente viene aperto al pubblico a metà dicembre e rimane visitabile fino a metà gennaio.

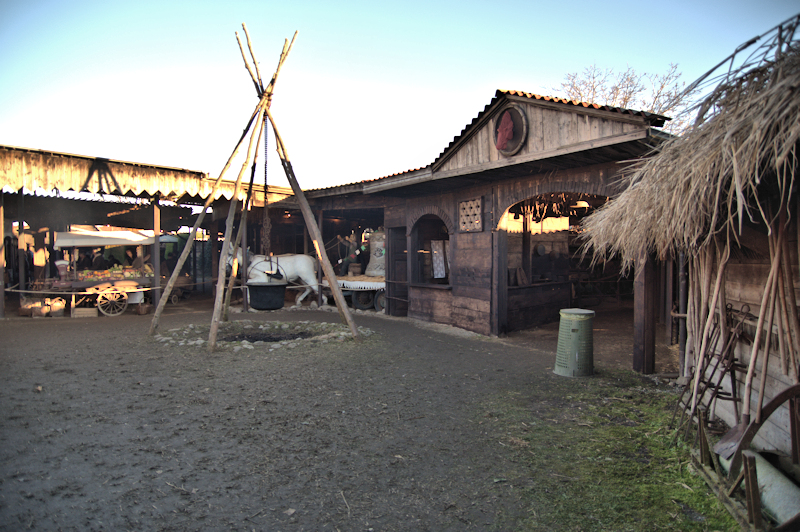
L'ingresso
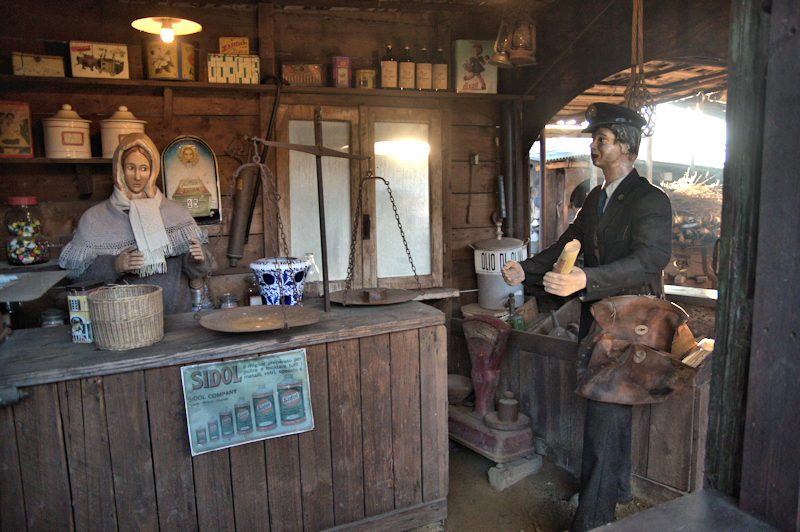
Una bottega
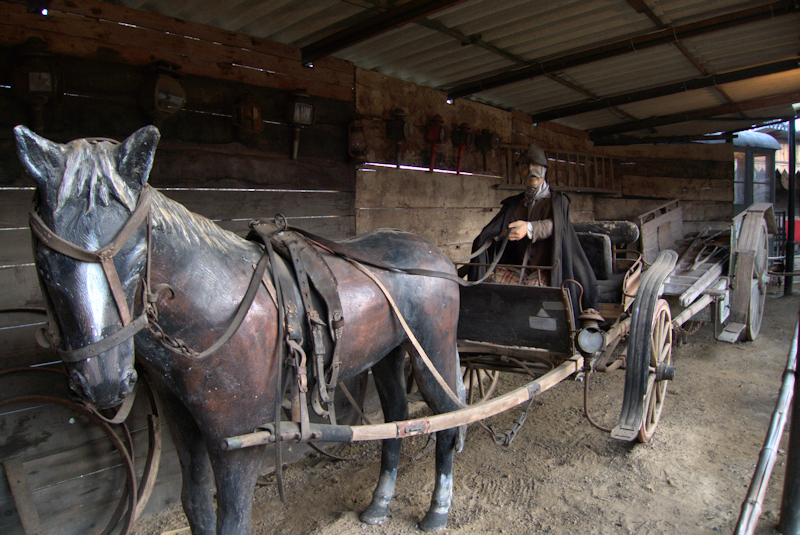
Un calesse
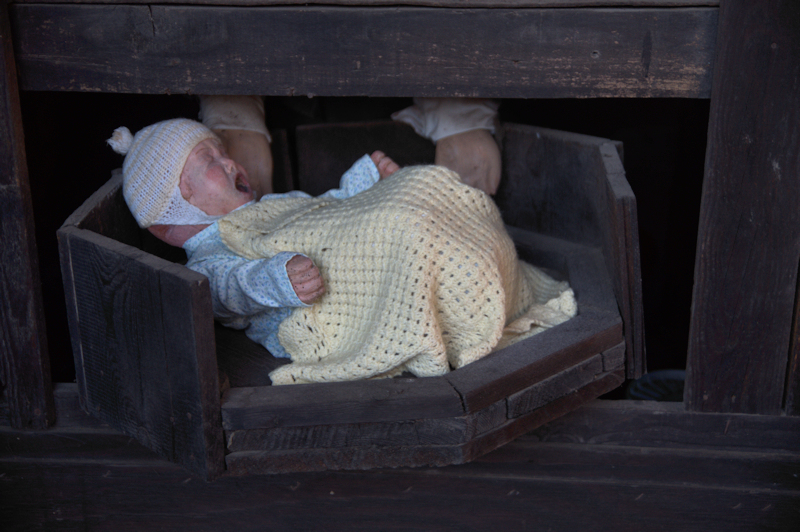
La ruota degli esposti
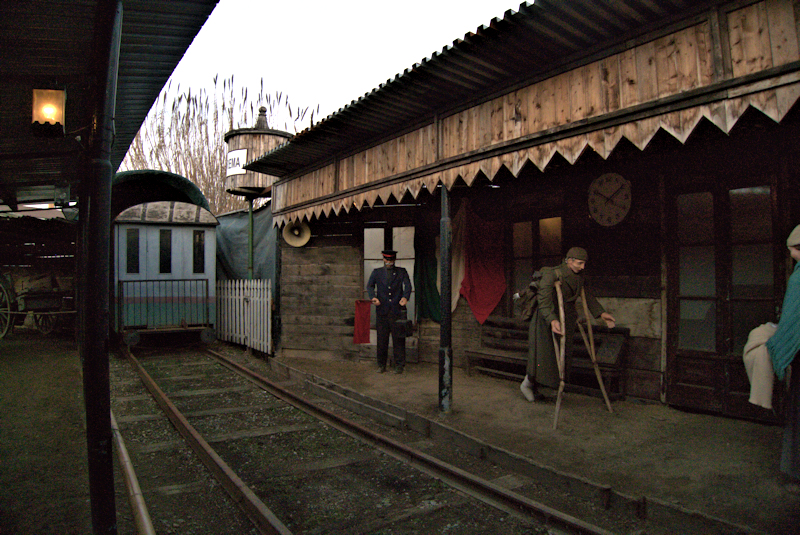
La stazione